# Pârâul Catolic
Pârâul Catolic este un curs de apă, afluent al râului Valea Morii din județul Caraș-Severin

## Hărți
- Harta Munții Poiana Rusca Arhivat în 12 martie 2010, la Wayback Machine.]
- Harta Județului Caraș-Severin